# Jraber
Jraber (en arménien Ջրաբեր) est une communauté rurale du marz de Kotayk, en Arménie. Elle compte 526 habitants en 2008.